# مشروع مسجد كولونيا
مشروع مسجد كولونيا نظم البناء من قبل الاتحاد الإسلامي التركي للشؤون الدينية (DITIB). بعد كثير الجدل والاعتراضات، حصل المشروع على موافقة مجلس مدينة كولونيا.
المسجد صُمم على الطراز العثماني، وجدران من الزجاج، ومآذنتين وقبة. المسجد سيكون له سوق، ومواقع أخرى للتفاعل بين الأديان. سيكون أحد أكبر المساجد في أوروبا، لقد تعرض لانتقادات بسبب حجمه، ولا سيما ارتفاع المآذن.

## تصميم
- المساحة 4,500 م2
- التكلفة البناء: 15-20 مليون جنيه استرليني، القدرة: يسع من 2,000 إلى 4,000 مصلي.
- المهندس : باول بوم، متخصص في بناء الكنائس.
- الأسلوب: عمارة عثمانية
- مواد البناء: خرسانة وزجاج
- عناصر معمارية:
  - مأذنتان ارتفاع 55 مترا.
- مشروع المسجد سيضمن:
- سوق مدخلة من الطابق الأرضي،
- قاعات دراسة في الطابق السفلي
- قاعة للصلاة في الطابق العلوي وتضم مكتبة للمسلمين
- مكان مفتوح لجميع الأديان، ويضمن مطاعم، وقاعات اجتماع.

### لتجنب الاضرابات
منظمة الاتحاد الإسلامي التركي للشؤون الدينية (DITIB) قالت انها اتخذت العديد من الخطوات "لتجنب الاضرابات، ووافقت على نصوص مختلفة، بما في ذلك
- فرض حظر على بث الدعوة إلى الصلاة عبر مكبرات الصوت خارج المبنى.
- المسجد ليس أطول من أي مبنى مجاور، بل يحيط به مباني المكاتب.
- ارتفاع المآذن حوالي ثلث ارتفاع الكاتدرائية.
- مآذنتين لن يغيرا افق كولونيا الذي يضم أكبر الكاتدرائيات القوطية في ألمانيا وأكثر من عشرة كنائس،
- المسجد سوف يقع على بعد ميلين (3 كم) من كاتدرائية كولونيا.

هناك طلب من البلدية لتقليص المآذن، وهذ بالتاكيد سيعدم التناسب مع ما تبقى من المبنى.

## معارضة
هذا المشروع سبب معارضة من جهة المؤلف اليهودي الألماني رالف جيوردانو (Ralph Giordano), ومن السكان المحليين، والجماعات اليمينية، والنازيين الجدد.
نائب رئيس بلدية المنطقة (Jörg Uckermann)، وانتقد المشروع قائلا "نحن لا نريد أن بناء غيتو تركي فبي منطقتنا.
رفض الكثير من السكان بناء المسجد لأنهم يعتقدون أن كولونيا هي " مدينة مسيحية. ولقد قال الكاتب اليهودي رالف جيوردانو ((Ralph Giordano)): ان المسجد سيكون بمثابة "تعبير عن الإسلام الزاحف على أرضنا"، وهو "اعلان حرب"، وأنه لا يريد أن يرى النساء يرتدون النقاب في الشوارع الألمانية، وشبه مظهرهم "بالبطاريق".

## معرض صور

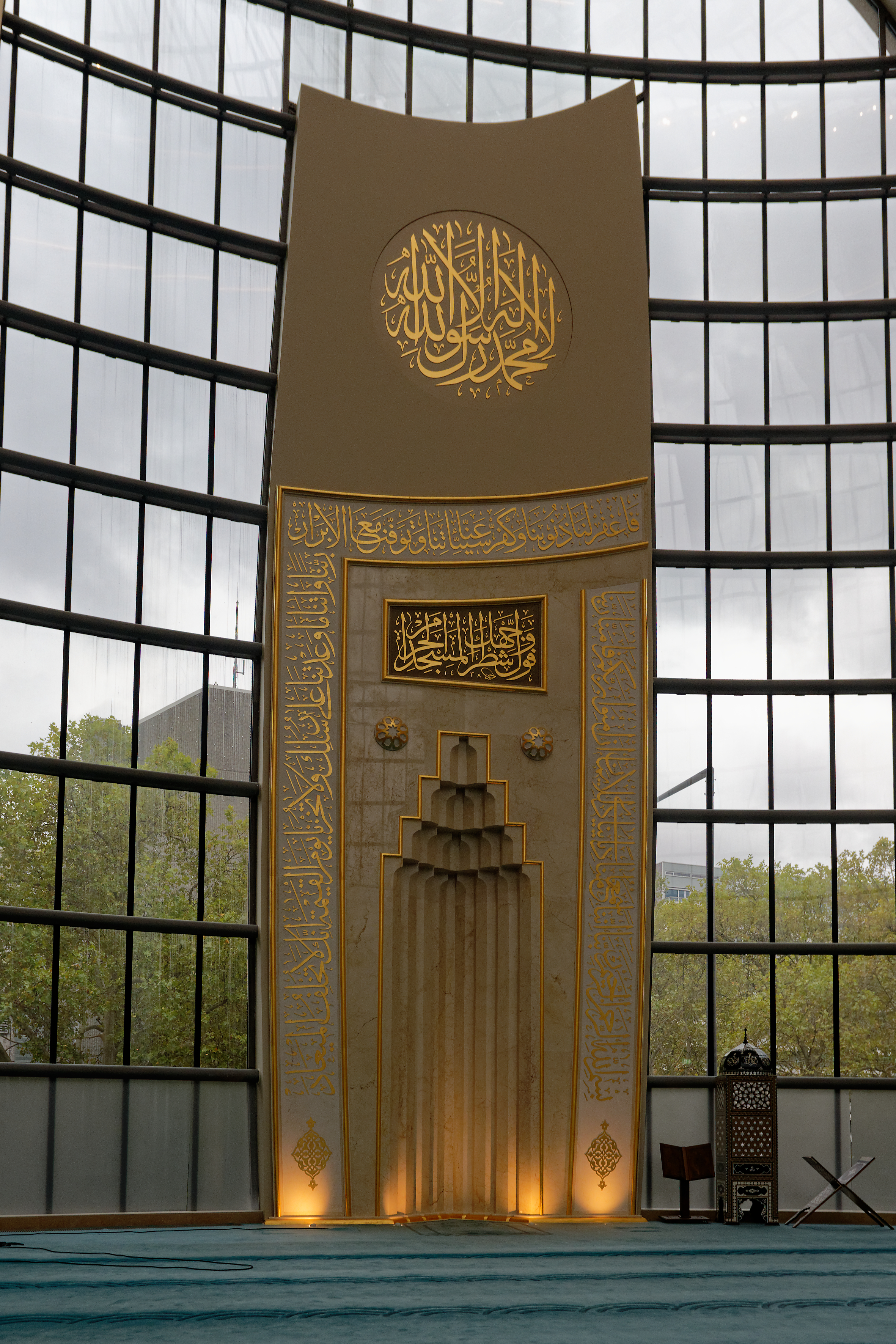
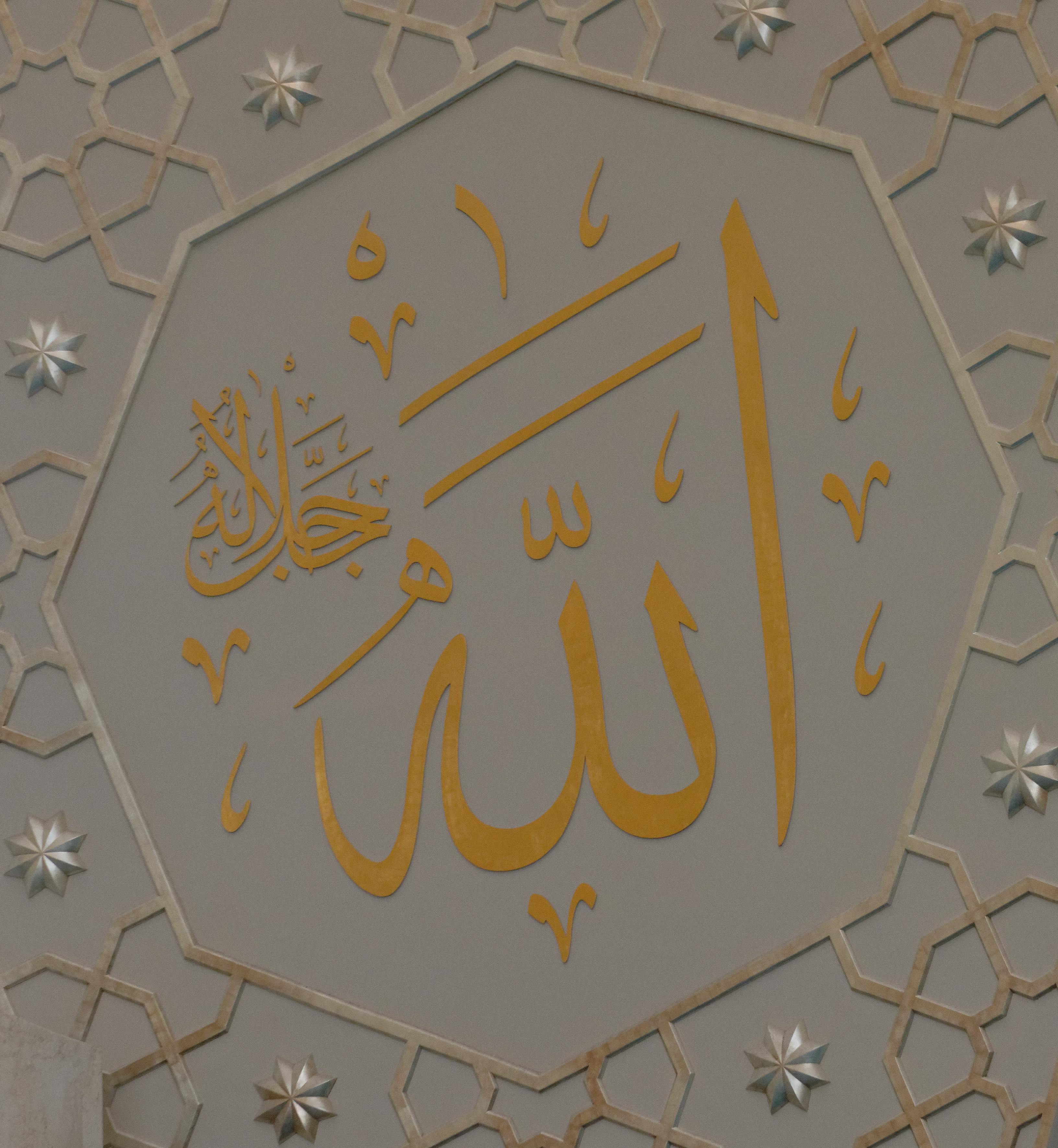
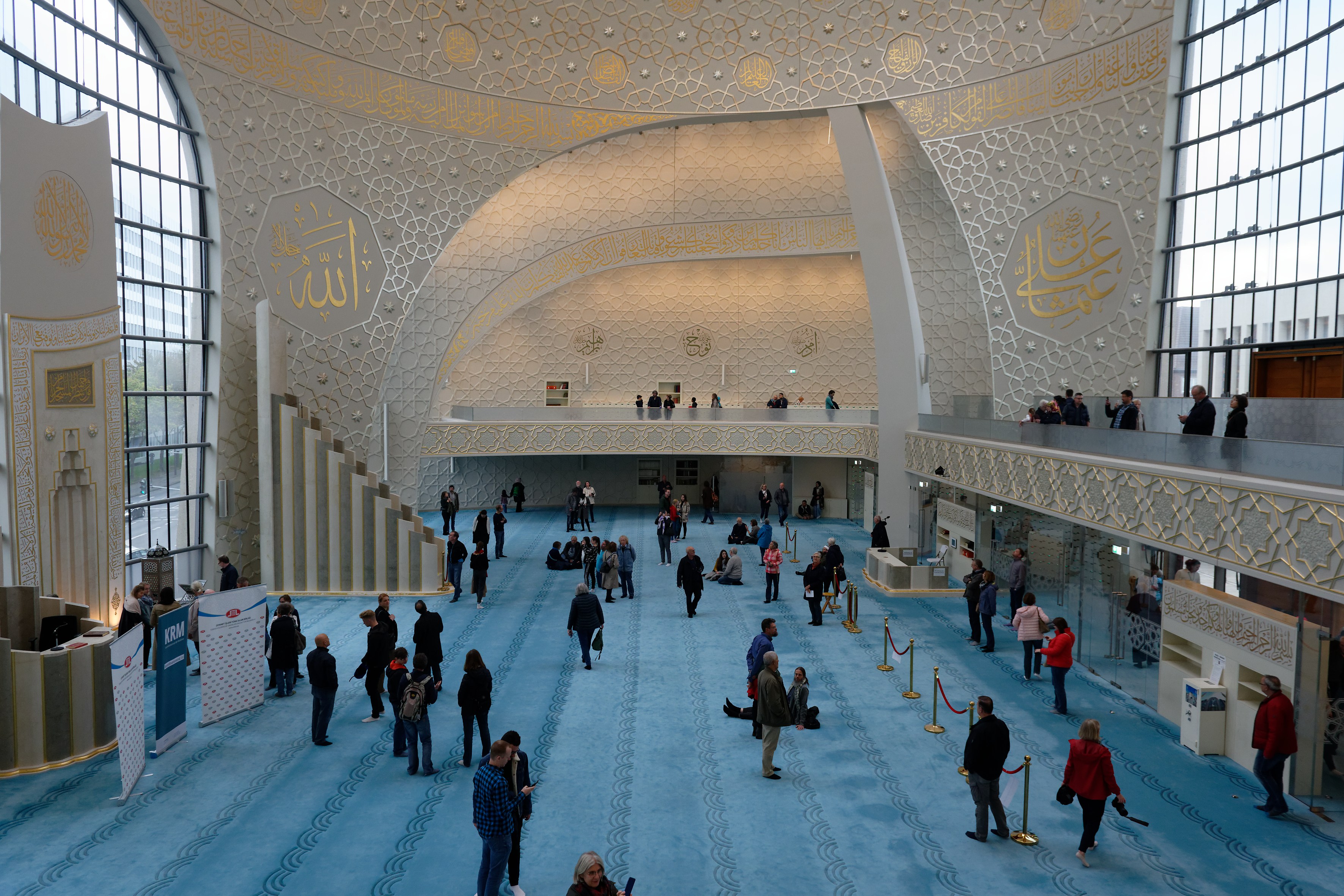
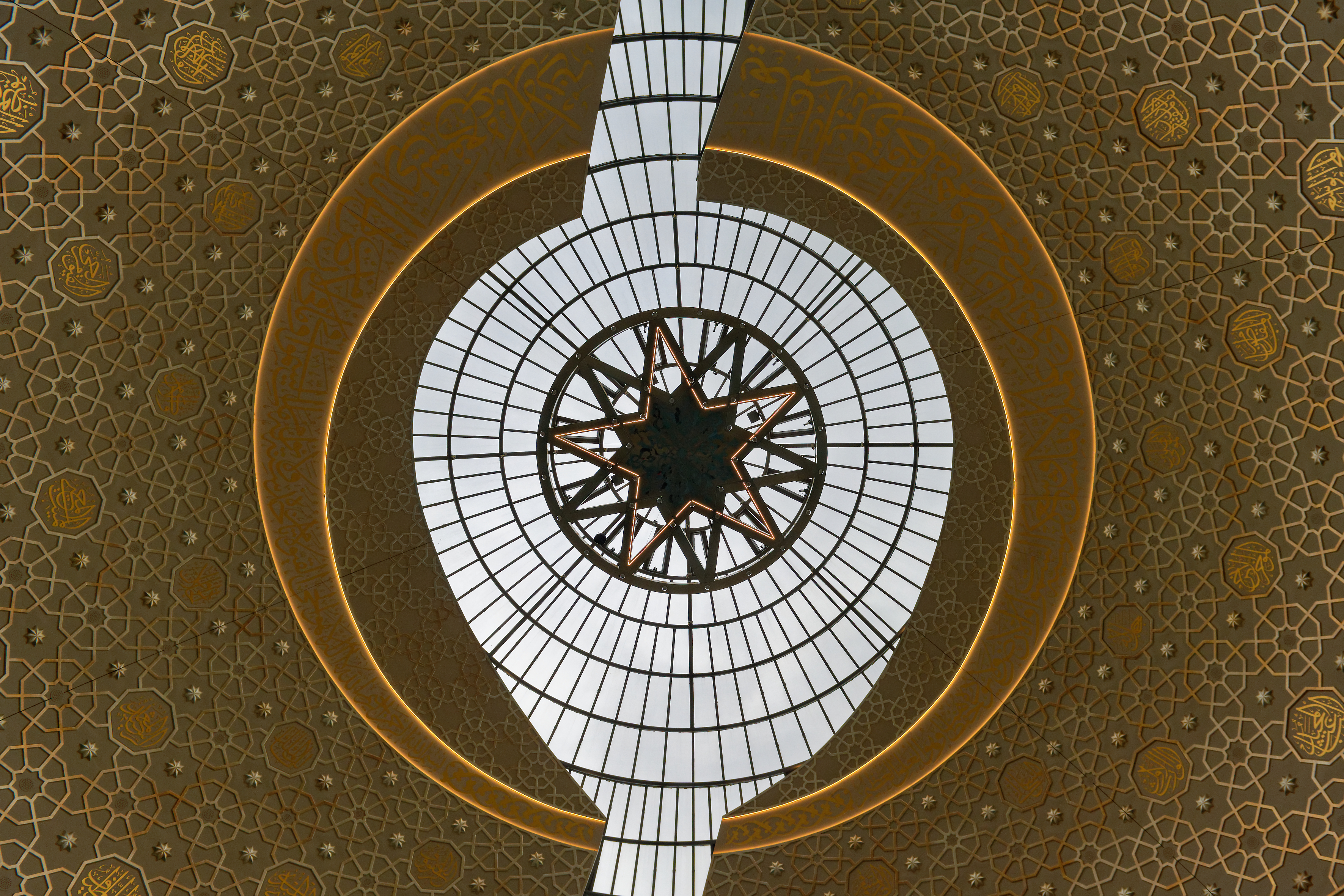

## وصلات خارجية
- Cologne Mosque - Paul Böhm
- مسجد كولونيا الكبير وصراع الوجود